# Wikipedia for World Heritage

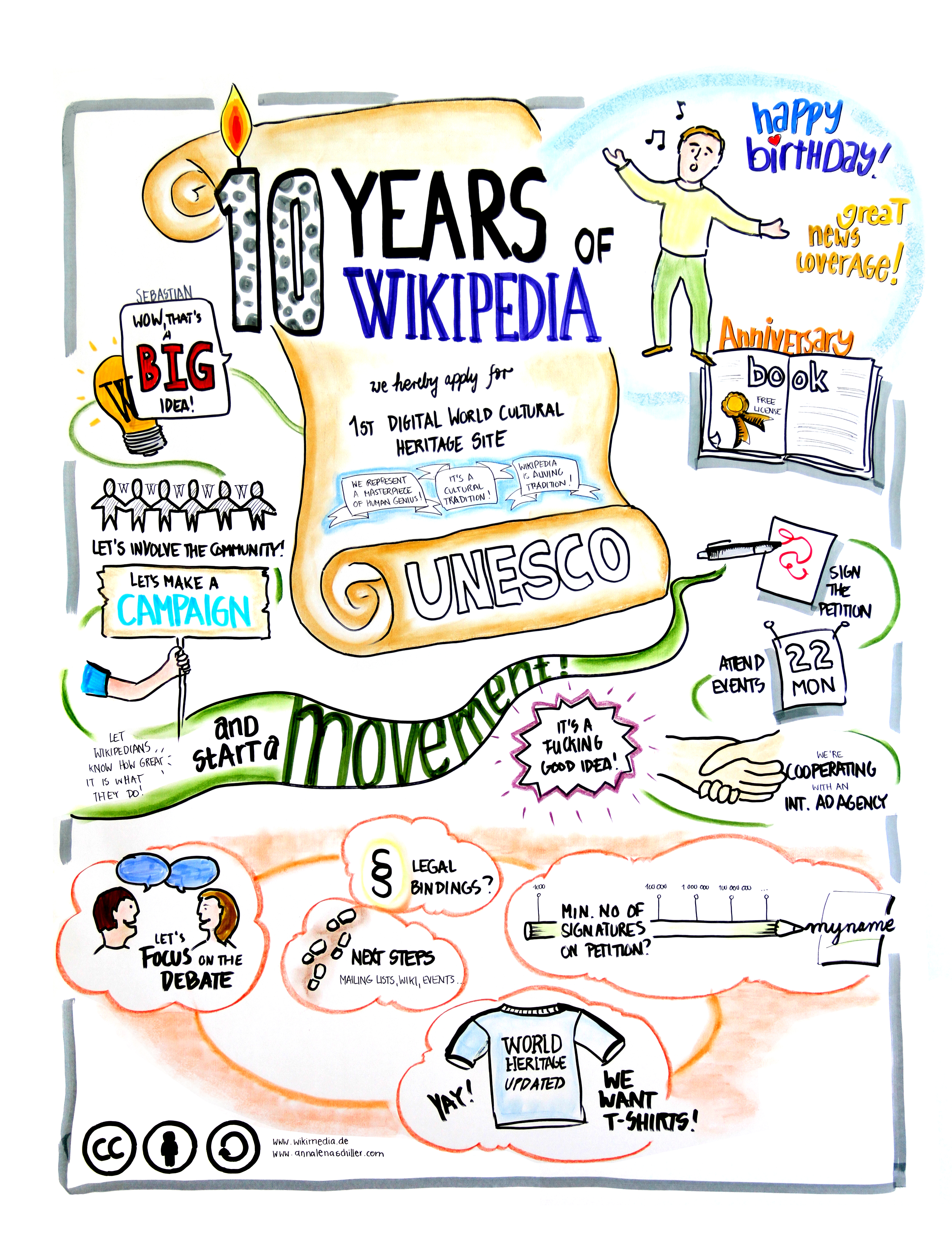
2011年のベルリンでのウィキメディア会議で、Wikipediaの世界遺産登録に向けたプレゼンテーションで使用された画像

Wikipedia for World Heritageは、WikipediaをUNESCOの世界遺産にしようとする動きのことである。この考えは2011年3月にベルリンで開催されたウィキメディア会議において、ウィキメディア財団からウィキメディア・チャプターに対して提案されたものである。2011年1月15日にWikipediaが10周年を迎えたことを機に、2011年5月23日にドイツ語版ウィキペディアでオンライン署名活動が開始された。この案はデジタル団体としては初めての動きだと考えられており、保守派の多いリストの管理者との議論が予想されている。
ジミー・ウェールズは、「この基礎的な考えは、ウィキペディアが何十万人もの人々の生活を一変させた、驚くべき世界的な社会現象であることを認識してもらうことにある」と述べている。
ウィキペディアが世界遺産に登録されず、ユネスコ側がほとんどの基準を満たしていないと考えて申請を却下した場合には、ユネスコ無形文化遺産に登録申請することが提案されている。